# Ectyonopsis flabellata
Ectyonopsis flabellata är en svampdjursart som först beskrevs av Claude Lévi 1963.  Ectyonopsis flabellata ingår i släktet Ectyonopsis och familjen Myxillidae. Inga underarter finns listade i Catalogue of Life.